# Pseudocreobotra wahlbergi
Pseudocreobotra wahlbergi är en bönsyrseart som beskrevs av Stal 1871. Pseudocreobotra wahlbergi ingår i släktet Pseudocreobotra och familjen Hymenopodidae. Inga underarter finns listade i Catalogue of Life.

## Bildgalleri

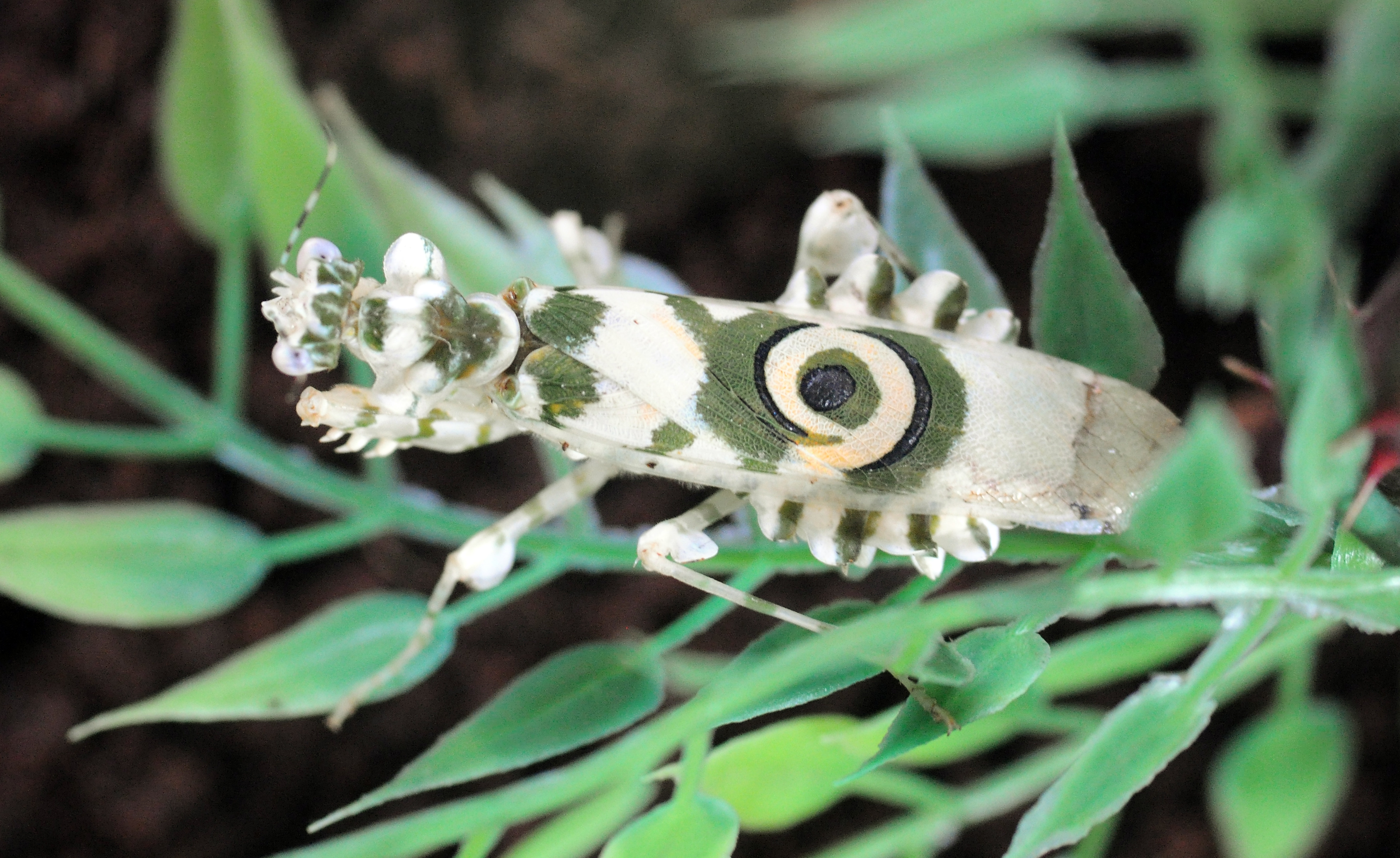
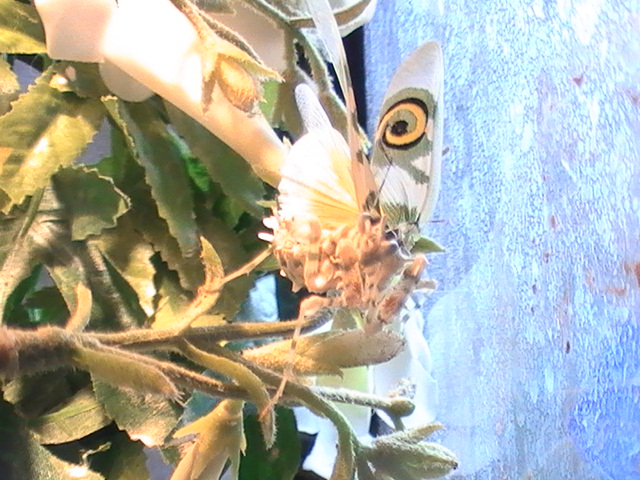
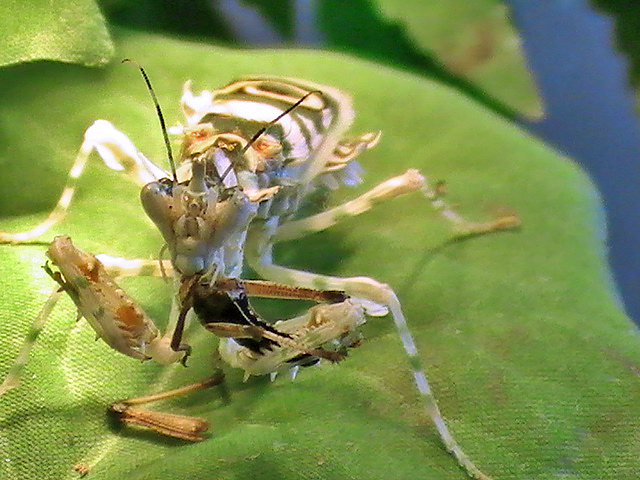
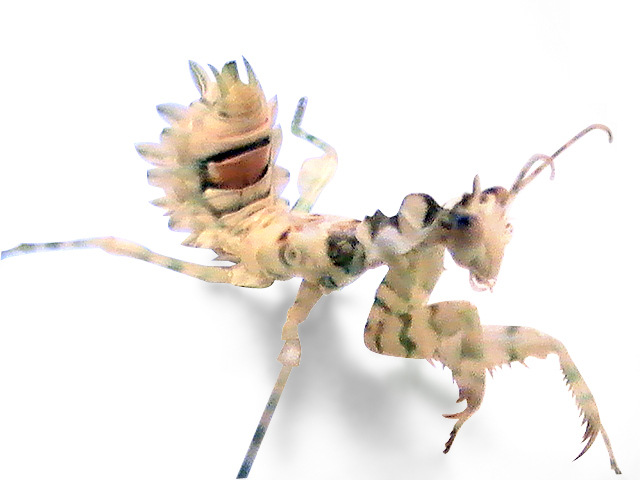